# Darius Vassell
Darius Martin Clarke Vassell (Birmingham, 13 de junho de 1980) é um ex-futebolista inglês que atuava como atacante.

## Carreira

### Aston Villa e Manchester City
Atuou em apenas quatro clubes durante toda a sua carreira, tendo iniciado pelo Aston Villa, clube que o revelou para o futebol. Foi contratado pelo Manchester City em julho de 2005, por € 2,9 milhões. O atacante foi a primeira contratação do City depois que o clube perdeu o astro Shaun Wright-Phillips para o Chelsea. Alternando entre altos e baixos na equipe, Vassell atuou em apenas 15 partidas na temporada 2008–09 e foi dispensado após o fim do seu contrato.

### Ankaragücü
Em julho de 2009, Vassell foi para o Ankaragücü, da Turquia. Cerca de três mil torcedores recepcionaram o jogador no aeroporto. Ele marcou seu primeiro gol na Süper Lig contra o Manisaspor, em jogo válido pela segunda rodada do campeonato.

### Leicester
Voltou ao futebol inglês em outubro de 2010, para atuar no Leicester. Aposentou-se em 2012, devido às seguidas lesões no joelho e a não renovação do contrato com o clube.

## Seleção Nacional
Esteve no plantel da Seleção Inglesa que disputou a Copa do Mundo FIFA de 2002 e a Eurocopa de 2004.